# Évosges
Évosges ist eine französische Gemeinde mit 143 Einwohnern (Stand 1. Januar 2022) im Département Ain in der Region Auvergne-Rhône-Alpes. Sie gehört zum Kanton Plateau d’Hauteville im Arrondissement Belley.

## Geographie

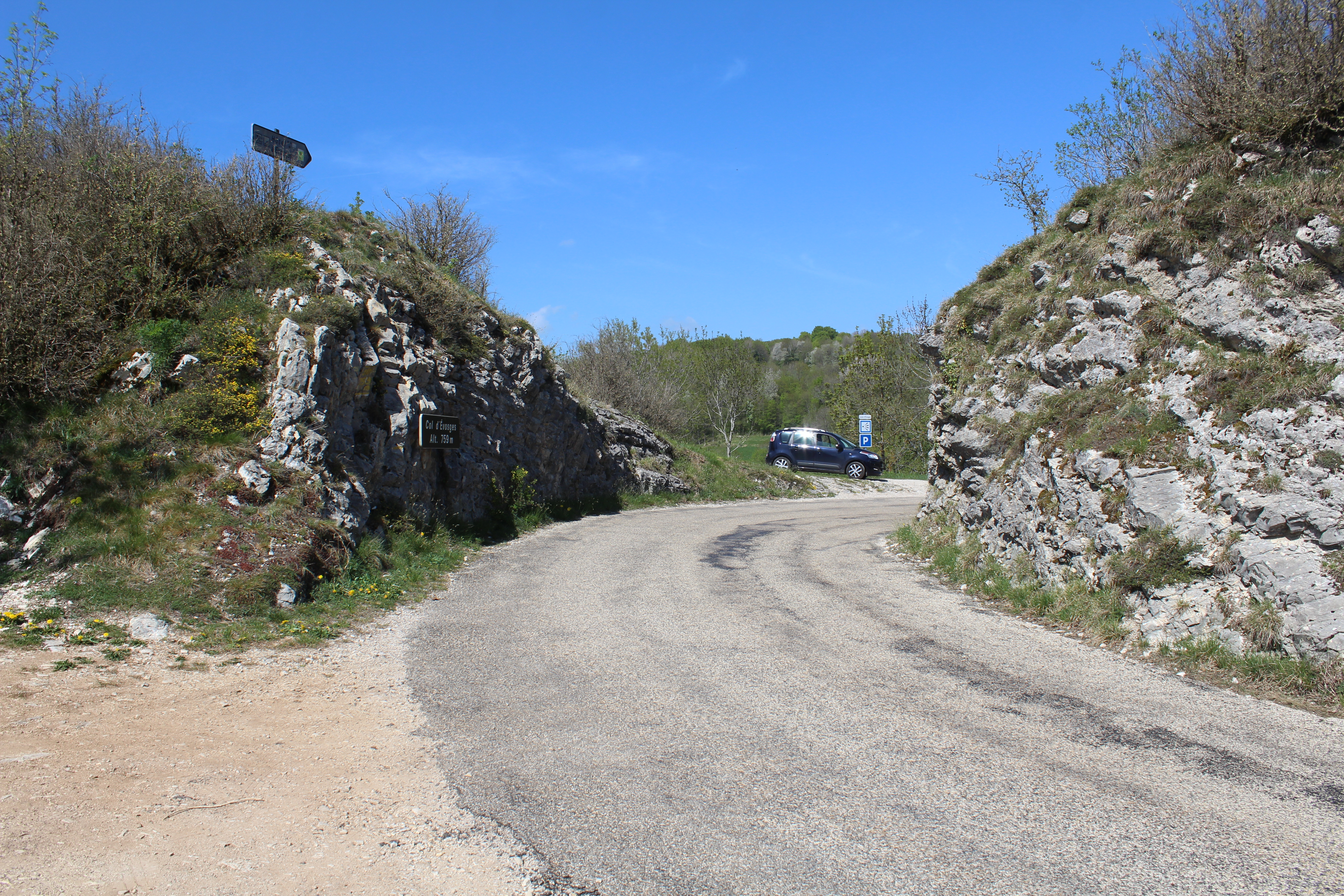
759 m hoher Straßenpass Col Évosges auf dem Weg nach Oncieu

Évosges liegt auf 740 m, etwa elf Kilometer östlich der Stadt Ambérieu-en-Bugey und 34 Kilometer südöstlich der Präfektur Bourg-en-Bresse (Luftlinie). Das kleine Bauerndorf erstreckt sich im zentralen Bugey, in einer Talmulde am westlichen Rand des Plateau d’Hauteville im Hochjura, hoch über dem tief eingeschnittenen Tal der Albarine, welche zusammen mit der Cluse des Hôpitaux als Taldurchbruch die Verkehrsverbindung für Eisenbahn und Straße zwischen Ambérieu-en-Bugey und Culoz gewährleistet.
Die Fläche des 12,08 km² großen Gemeindegebiets umfasst einen Abschnitt des südlichen französischen Juras. Das Gebiet liegt fast ausschließlich auf dem Jurahochplateau. Im Bereich des Dorfes befindet sich ein Trockental, das sowohl im Westen als auch im Osten von einer plateauartigen Landschaft umgeben ist. Die Grenze verläuft im Westen oberhalb des Steilabfalls zur Albarine beziehungsweise zu ihrem Seitenbach Mandorne. Nur im Süden reicht der Gemeindeboden in ein kurzes Seitental der Albarine hinunter. Nach Nordosten erstreckt sich das Gemeindeareal über das Plateau bis auf den Höhenzug des Tré Pellay, auf dem mit 1001 m die höchste Erhebung von Évosges erreicht wird.
Nachbargemeinden von Évosges sind Aranc im Norden, Plateau d’Hauteville und Chaley im Osten, Tenay und Argis im Süden sowie Oncieu im Westen.

## Geschichte
Seit dem 12. Jahrhundert besaß Évosges eine Kirche, die vom Kloster Saint-Rambert abhängig war. Im Mittelalter stand das Dorf unter der Oberhoheit der Grafen von Savoyen. Mit dem Vertrag von Lyon gelangte es im Jahr 1601 an Frankreich.

## Bevölkerung
| Jahr                       | 1962 | 1968 | 1975 | 1982 | 1990 | 1999 | 2010 | 2021 |
| Einwohner                  | 130  | 114  | 101  | 104  | 101  | 109  | 140  | 142  |
| Quellen: Cassini und INSEE |      |      |      |      |      |      |      |      |

Mit 143 Einwohnern (Stand 1. Januar 2022) gehört Évosges zu den kleinsten Gemeinden des Départements Ain. Nachdem die Einwohnerzahl in der ersten Hälfte des 20. Jahrhunderts abgenommen hatte (1896 wurde noch 406 Personen gezählt), verblieb die Bevölkerungszahl seit Beginn der 1970er Jahre auf annähernd konstantem Niveau. Die Ortsbewohner von Évosges heißen auf Französisch Evosgien(ne)s.

## Sehenswürdigkeiten
Die Kirche Saint-Martin in Évosges stammt ursprünglich aus dem 12. Jahrhundert. Der romanische Bau wurde im 17. Jahrhundert restauriert und umgestaltet. In Évosges gibt es zwei ehemalige öffentliche Waschhäuser (lavoirs).

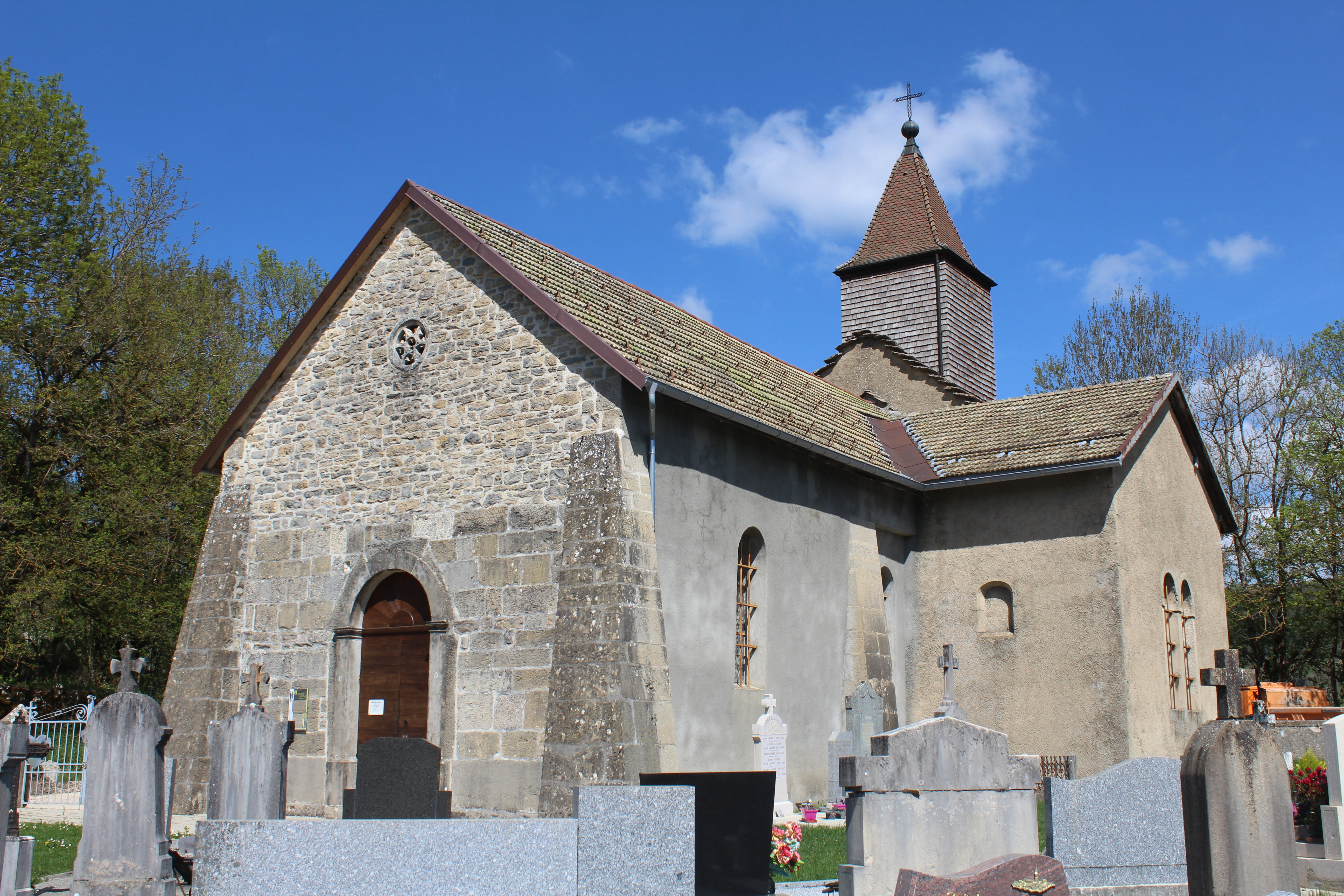
Kirche Saint-Martin
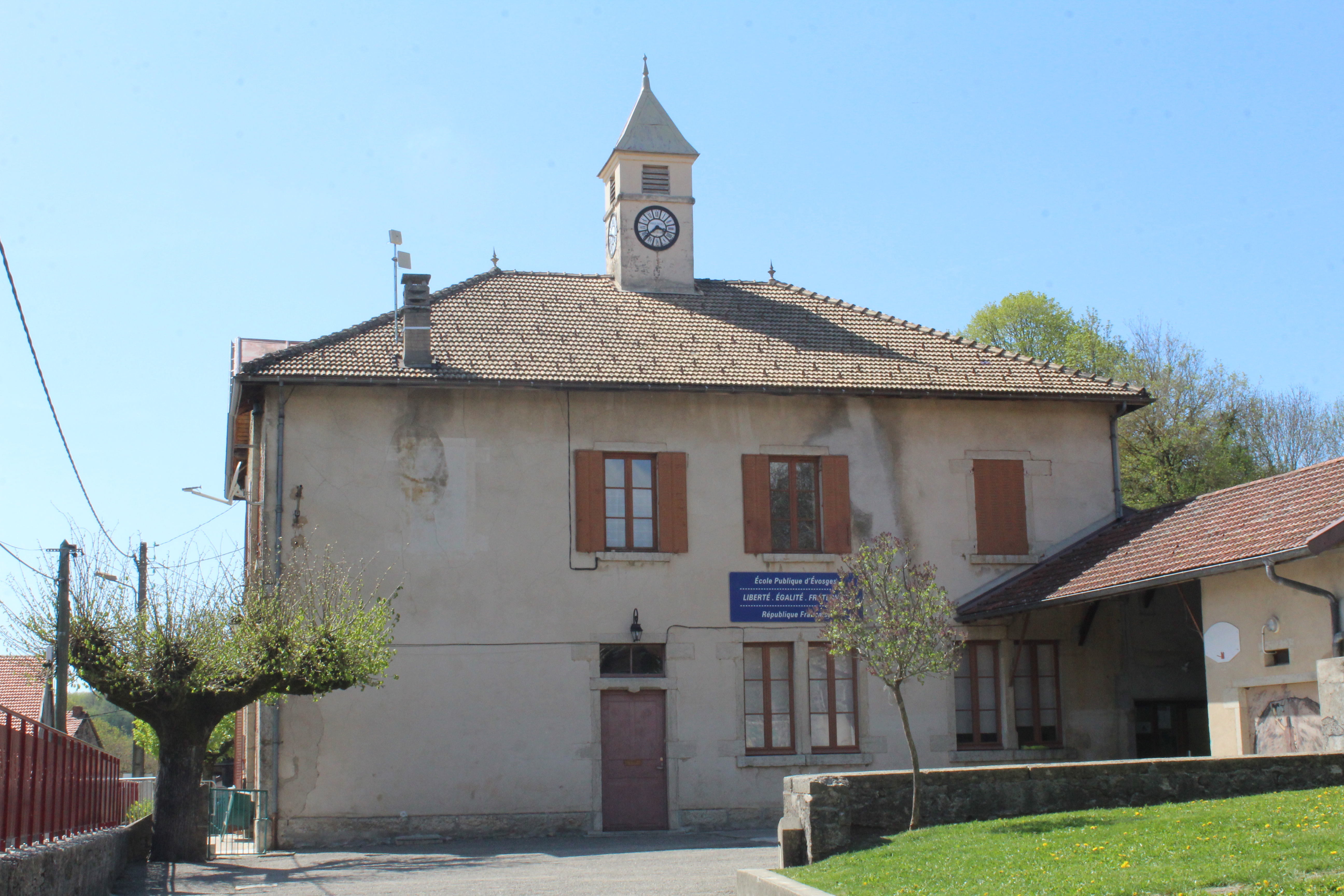
Rathaus (mairie)
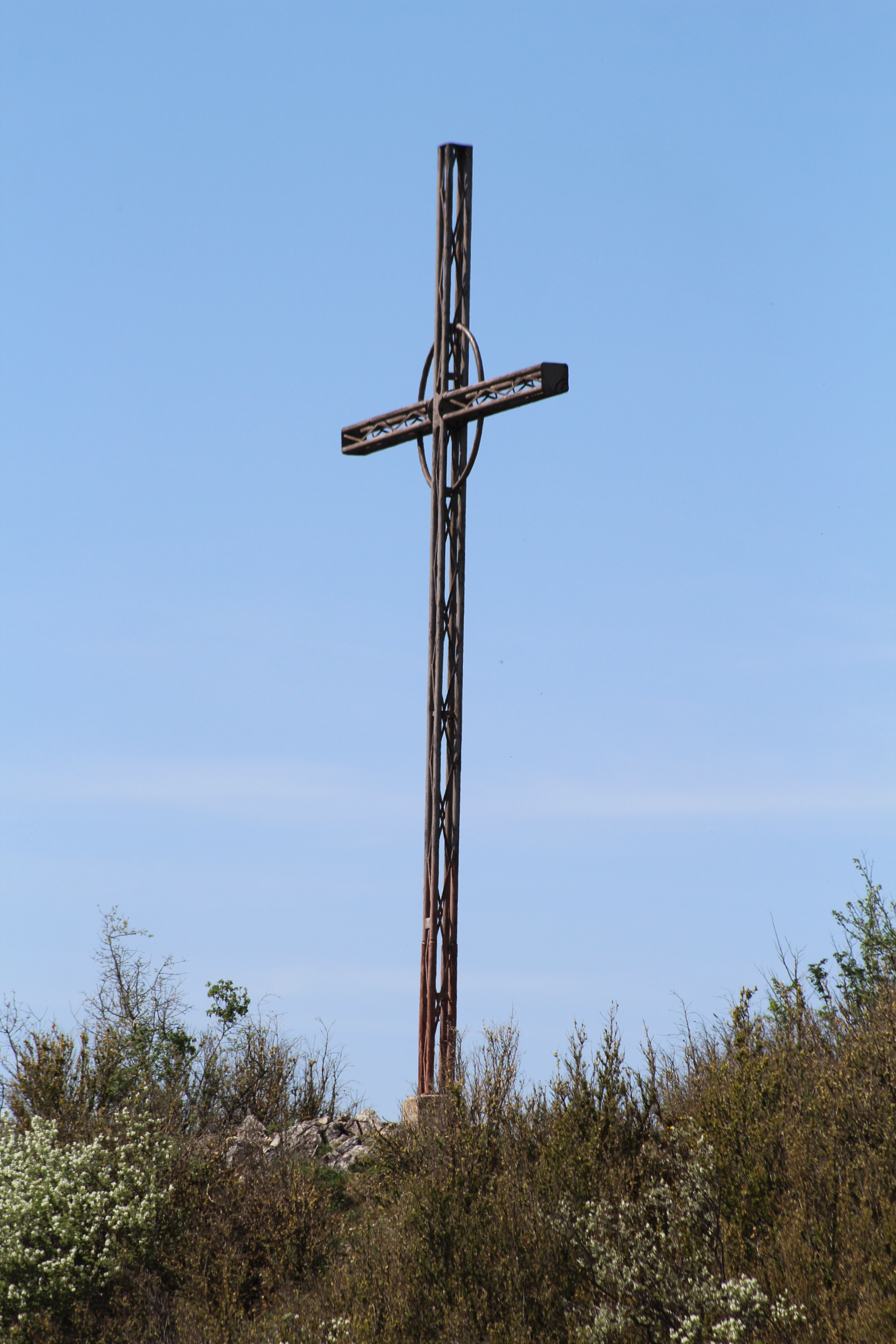
Monumentalkreuz
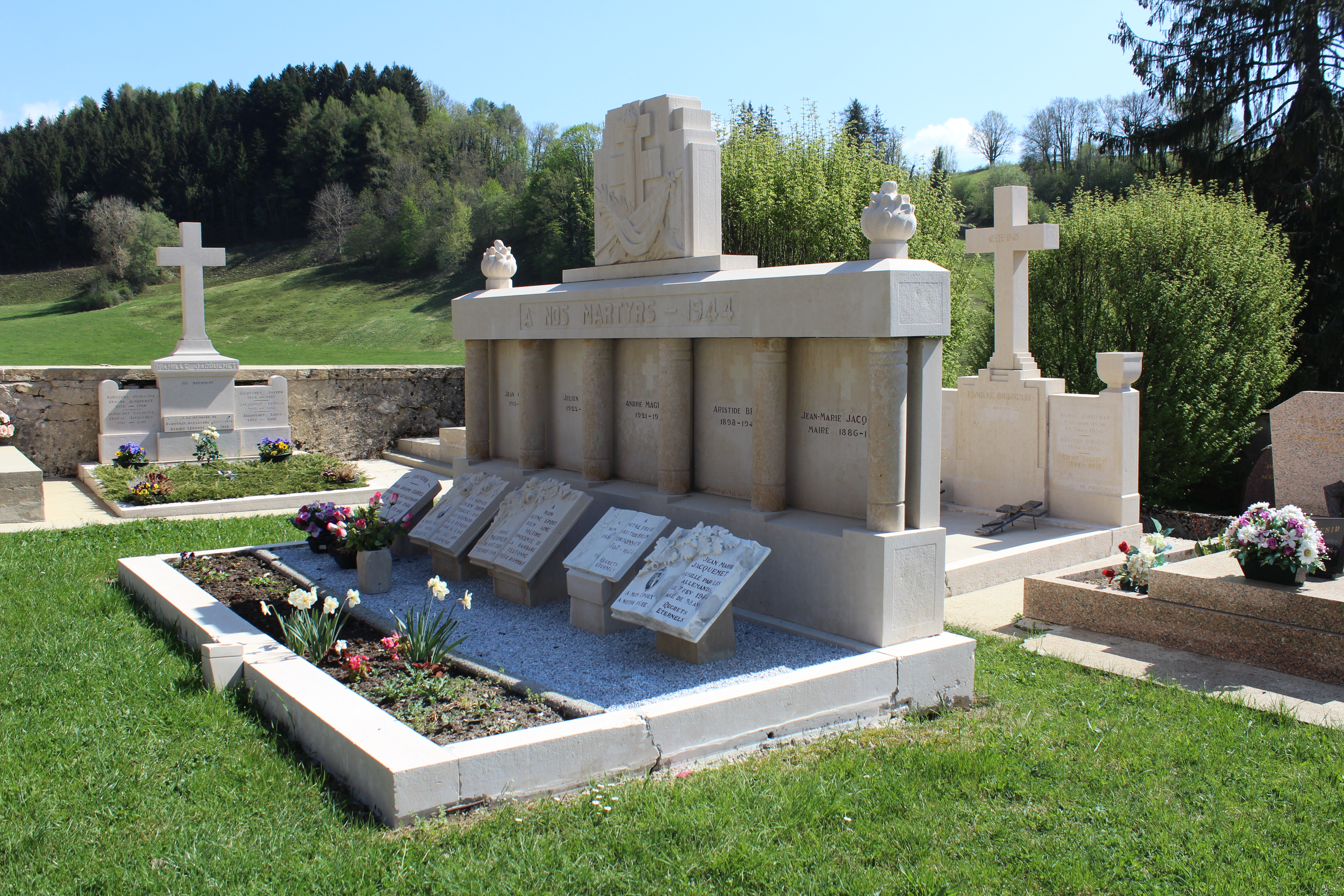
Gefallenendenkmal

## Wirtschaft und Infrastruktur
Évosges war bis weit ins 20. Jahrhundert hinein ein vorwiegend durch die Landwirtschaft geprägtes Dorf. Noch heute leben die Bewohner zur Hauptsache von der Tätigkeit im ersten Sektor. Außerhalb des primären Sektors gibt es nur wenige Arbeitsplätze im Dorf.
Die Ortschaft liegt abseits der größeren Durchgangsstraßen. Die Hauptzufahrt erfolgt von Saint-Rambert-en-Bugey an der Departementsstraße D1504 durch das Tal der Albarine. Weitere Straßenverbindungen bestehen mit Tenay und Aranc.